# Triodia sylvina
La silvina (Triodia sylvina (Linnaeus, 1761)), nota anche come "epialide delle felci" o "epialo dei boschi" è un lepidottero appartenente alla famiglia Hepialidae, diffuso in Europa.

## Descrizione

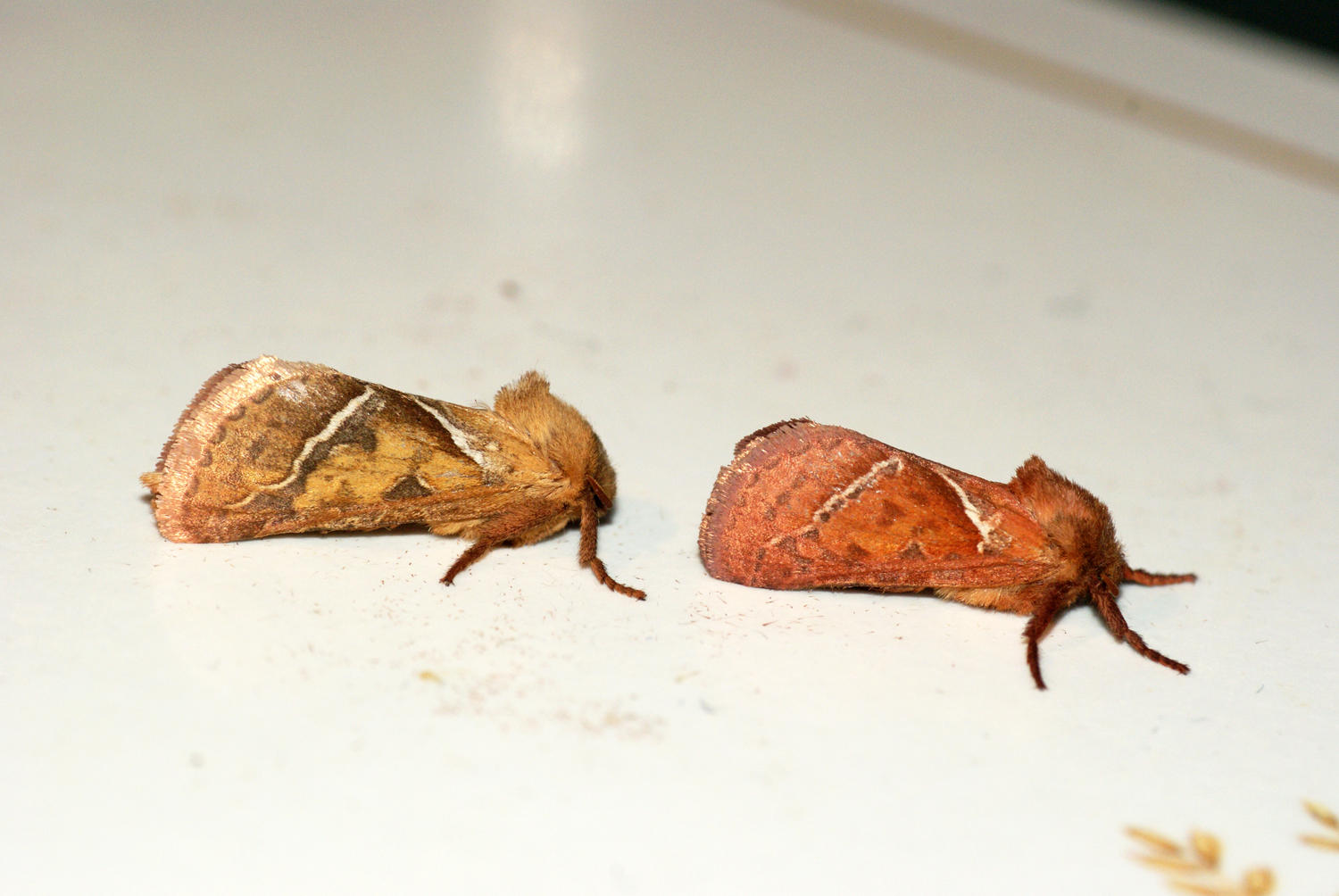
Confronto fra femmina (a sinistra) e maschio (a destra)

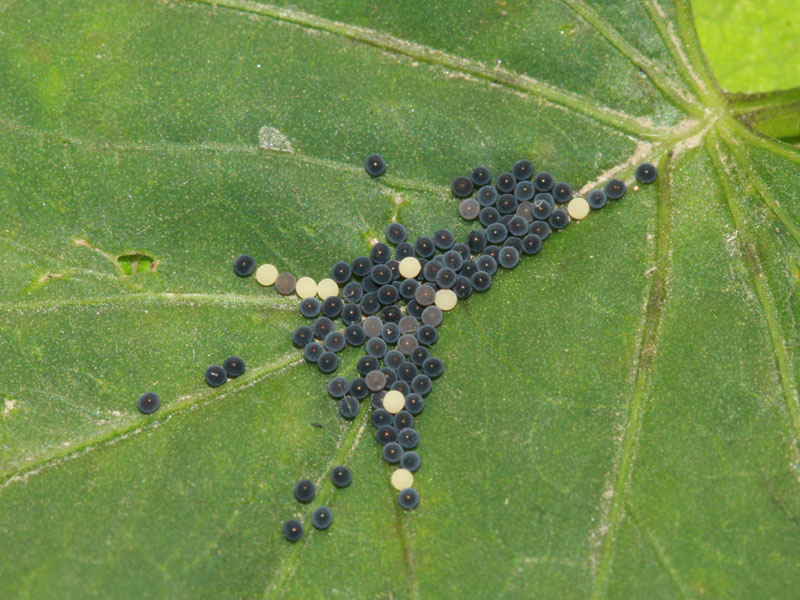
Uova

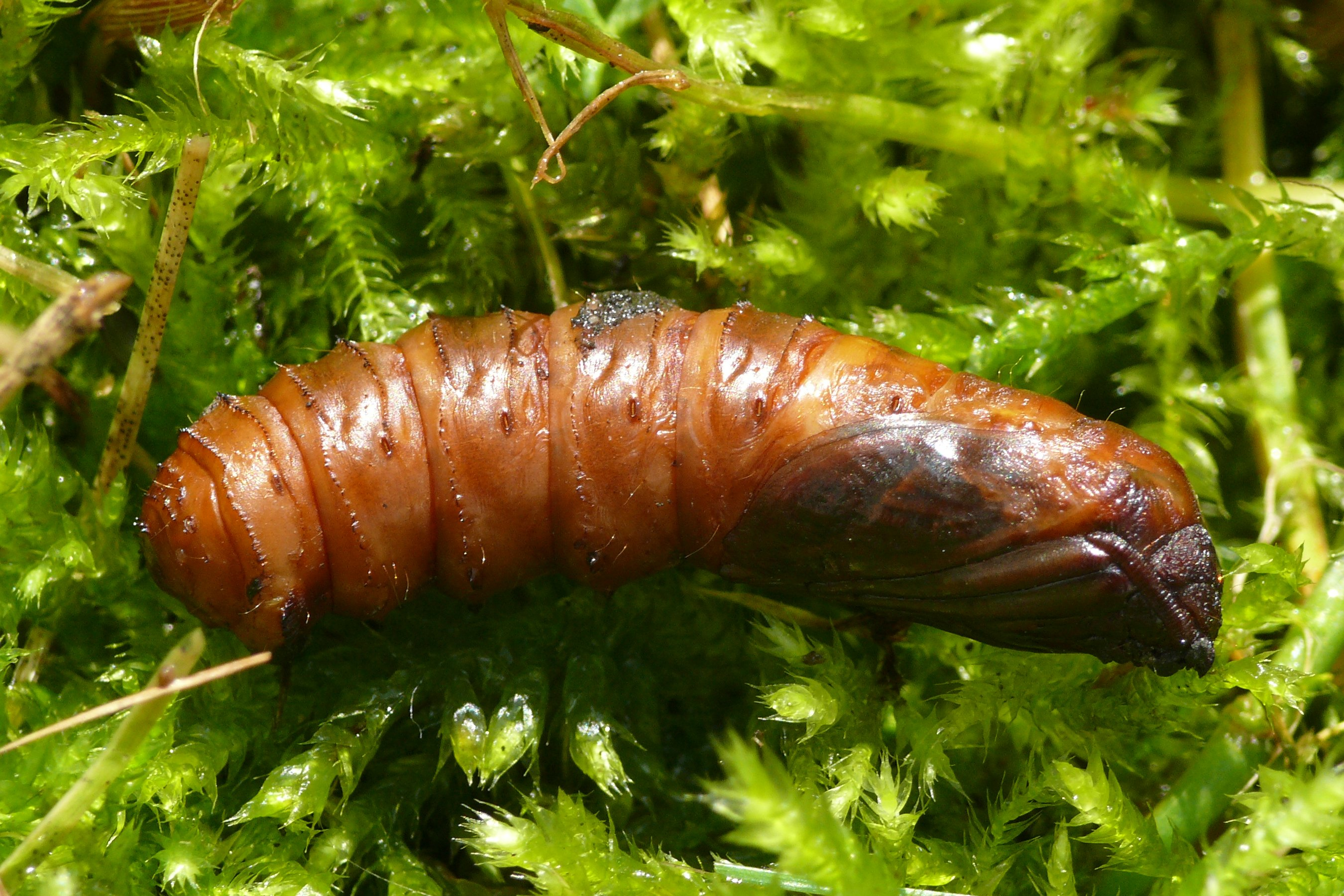
Pupa

Si tratta di una specie comune, ben riconoscibile dal colore marrone-arancio, con le ali ornate da due barre bianche disposte a V rovesciata, contornate da ombreggiature irregolari, e talvolta da altre macchie simili, più piccole; tutto il resto del corpo ha lo stesso colore di fondo delle ali, con l'eccezione dell'addome, leggermente più chiaro. La specie, come le sue congeneri, presenta dimorfismo sessuale, sia nelle dimensioni (apertura alare di 26-40 mm nei maschi, 30-50 mm nelle femmine), sia nel colore (il maschio è di un arancione nettamente più intenso).

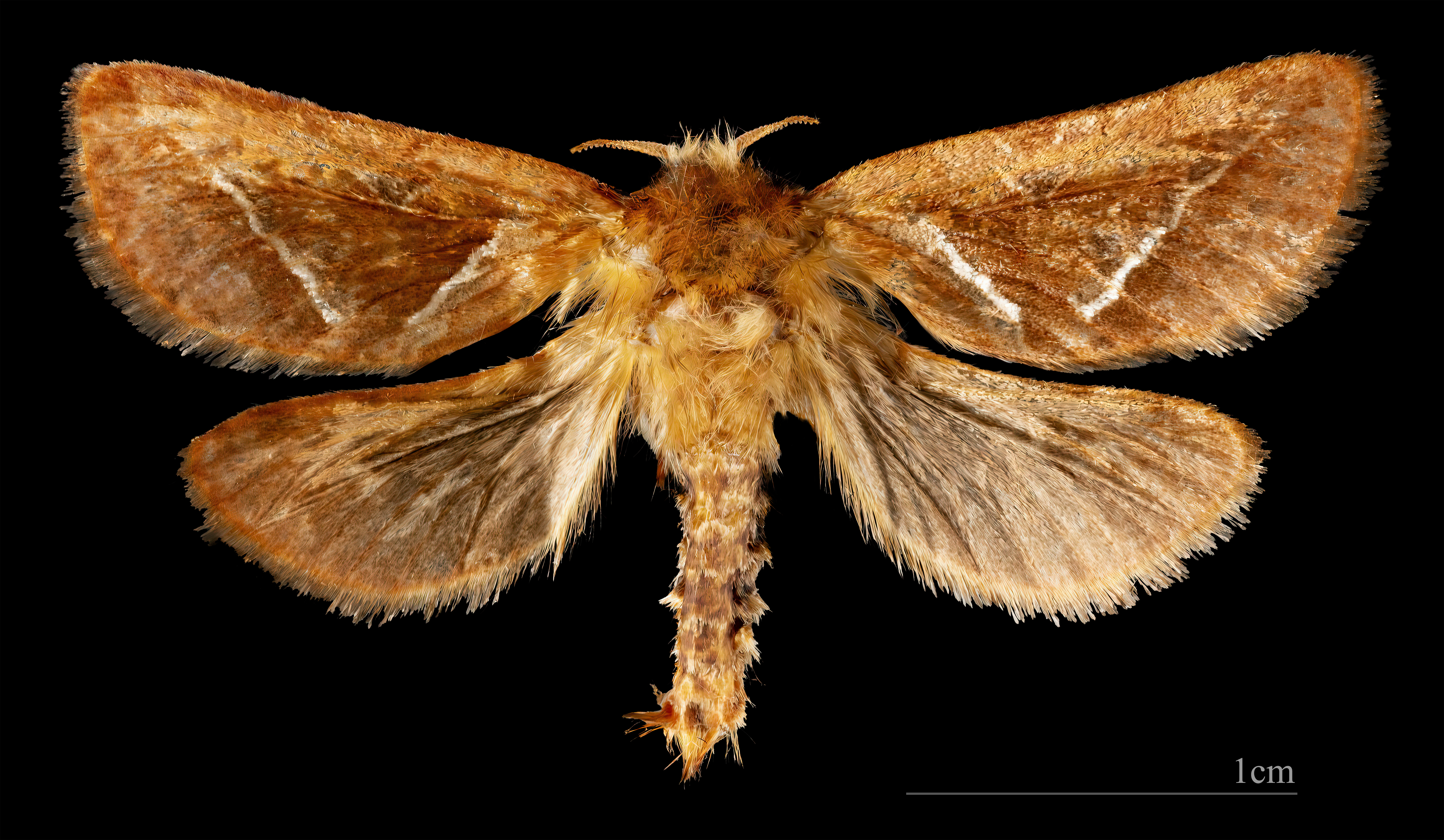
♂
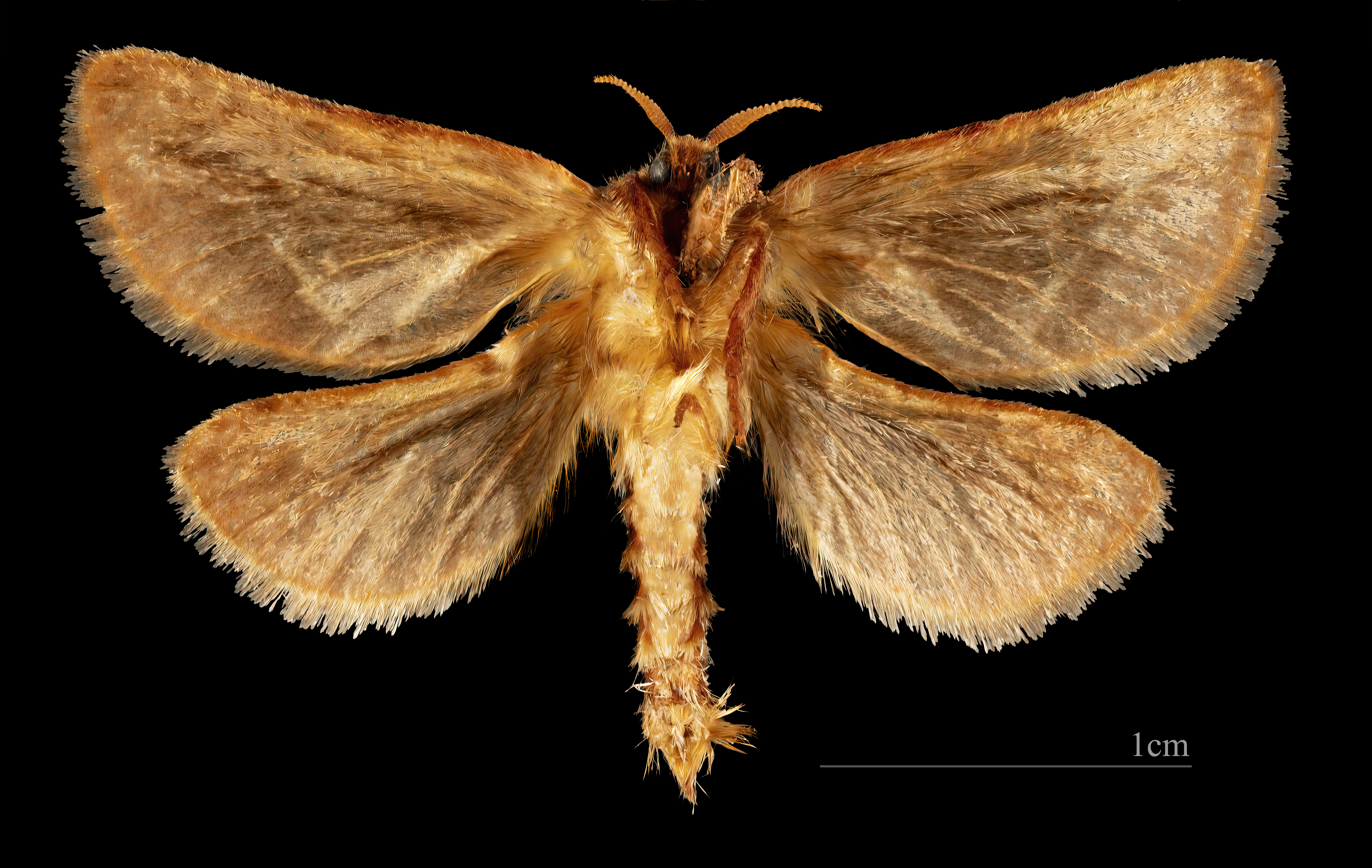
♂ △
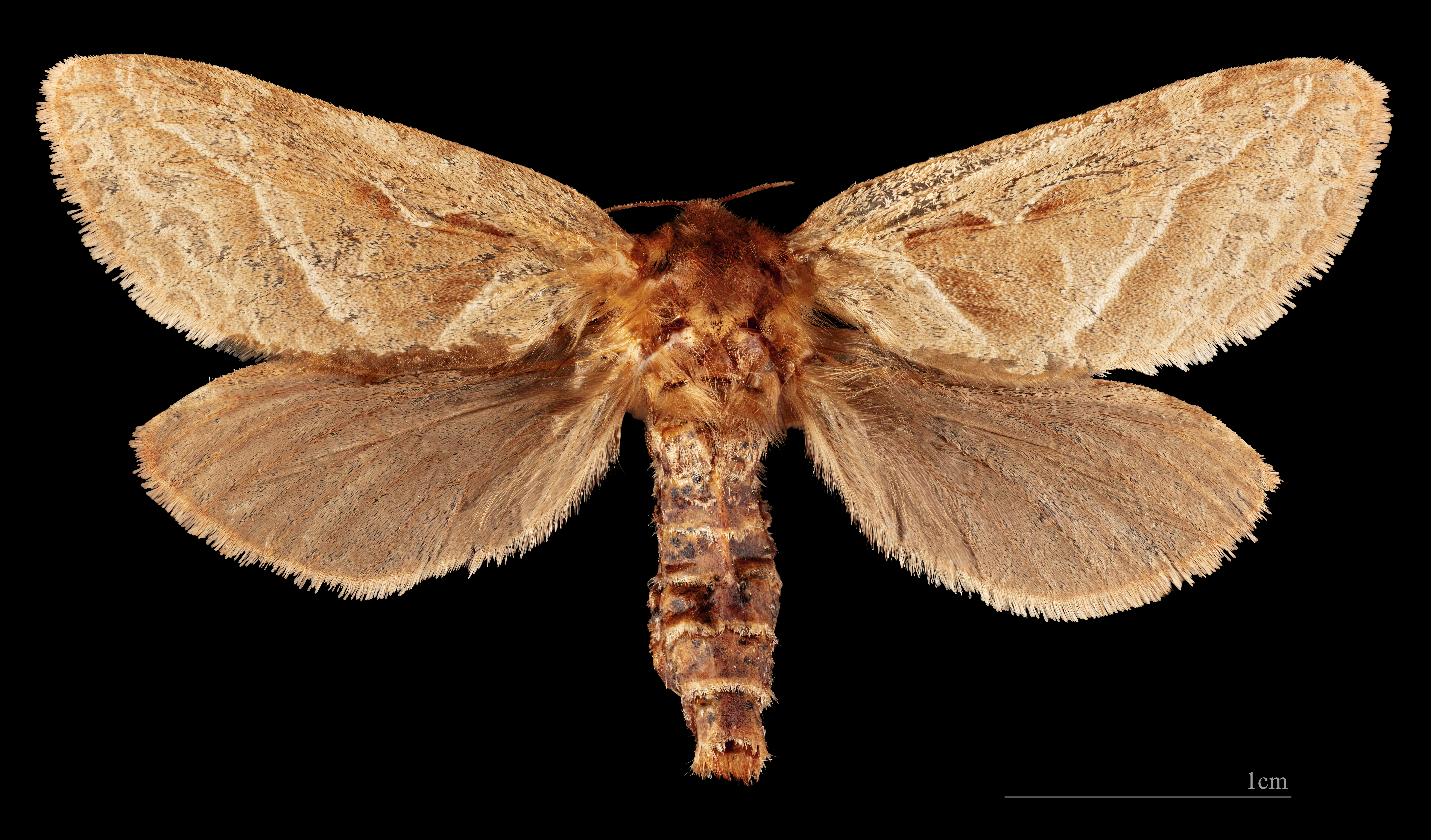
♀
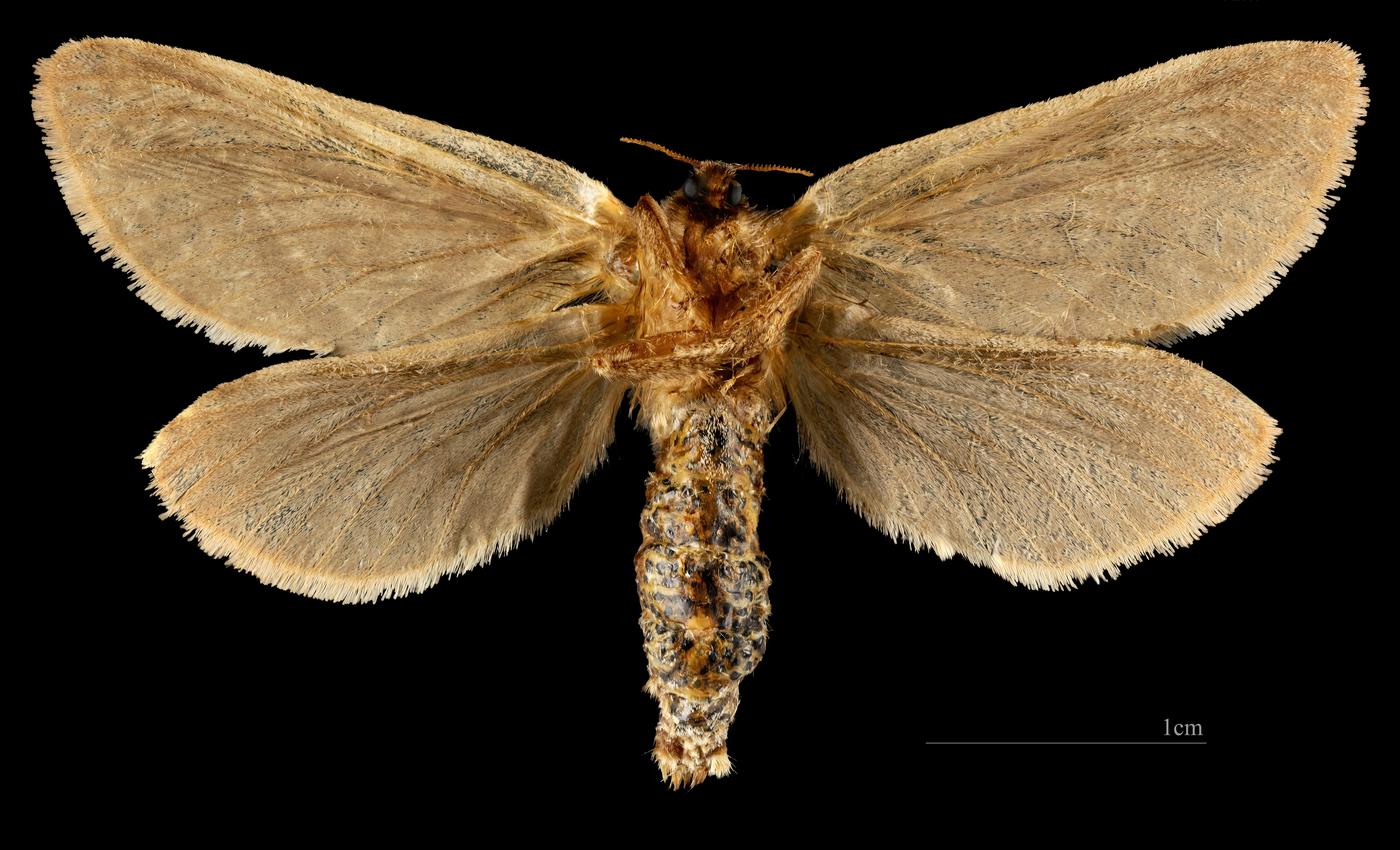
♀ △

## Biologia
La specie è generalmente univoltina, con gli adulti che s'involano tra aprile e giugno, ma occasionalmente può anche essere bivoltina, con una seconda generazione a settembre. Le uova vengono deposte sulla bassa vegetazione; inizialmente sono bianche, e scuriscono fino a diventare nere man mano che si sviluppano. Il bruco, biancastro con il capo marrone, è polifago ed endofito; si nutre nel terreno per due anni, a spese delle radici di varie piante quali lapazio, piantaggine, malva, salvia, tarassaco, altea e verbasco.

## Distribuzione e habitat
È diffusa in quasi tutta Europa, con l'eccezione di alcuni territori (fra cui l'Irlanda); in Italia è attestata su gran parte del territorio nazionale, con maggiore frequenza al Nord e al Centro (la presenza in Sardegna è incerta).